# Podljubelj
Podljubelj je vas v severni Sloveniji. Spada v občino Tržič. Od Ljubljane je oddaljen 50 km in leži v Šentanski dolini ob glavni cesti Tržič–Ljubelj. Kraj je znan kot pomembna strateška točka še iz časa Rimljanov, saj je prehod čez Ljubelj predstavljal eno redkih poti čez Alpe v smeri sever–jug. Kraj je bil v preteklosti pomemben tudi zaradi nahajališča živosrebrne rude. Rudo naj bi izkopavali že v 18. stoletju. Šentanski rudnik je bil leta 1902 zaprt zaradi nefunkcionalnosti. Danes se v kraju ukvarjajo predvsem s turizmom. S kmetijstvom se ukvarja malo prebivalcev. Večina je zaposlenih v Tržiču (v industriji), vedno več pa se jih zaposluje tudi v Kranju in Ljubljani.
Kraj ima podružnično osnovno šolo. Dokler ga komunistična oblast leta 1948 ni preimenovala, se je imenoval Sveta Ana.

## Tominčev slap
Na Belem potoku je ob visoki vodi 18 m visok Tominčev slap. Dostop je lahek, k slapu se pride s ceste.